# Соколовский сельсовет (Новосибирская область)
Соколовский сельсовет — сельское поселение в Колыванском районе Новосибирской области Российской Федерации.
Административный центр — село Соколово.

## История
Статус и границы сельского поселения установлены Законом Новосибирской области от 2 июня 2004 года № 200-ОЗ «О статусе и границах муниципальных образований Новосибирской области»

## Население
| 2002  | 2010  | 2012  | 2013  | 2014  | 2015  | 2016  |
| ----- | ----- | ----- | ----- | ----- | ----- | ----- |
| 1131  | ↘1075 | ↗1093 | ↗1094 | ↗1116 | ↘1115 | ↘1104 |
| 2017  | 2018  | 2019  | 2020  | 2021  |       |       |
| ↘1094 | ↘1064 | ↘1056 | ↗1058 | ↘1035 |       |       |

## Состав сельского поселения
| № | Населённый пункт | Тип населённого пункта       | Население |
| - | ---------------- | ---------------------------- | --------- |
| 1 | Малый Оёш        | деревня                      | ↗265      |
| 2 | Соколово         | село, административный центр | ↘810      |